# Johann Jacob Dillenius
Johann Jacob Dillen (Dillenius) (Darmstadt, 12 december 1684 – Oxford, 2 april 1747)
was een Duits en Engels botanicus.
Hij schreef een flora van de omgeving van Giessen, assisteerde William Sherard bij het voorbereiden van de nooit verschenen uitbreiding van de Pinax van Gaspard Bauhin, schreef de Hortus Elthamensis, en bekleedde als eerste de "Sherardian Chair" in de botanie aan de Universiteit van Oxford.

## Biografie
Dillen werd geboren in Darmstadt als zoon van Friedrich Eberhard Dillenius, een arts. In 1688 verhuisde het gezin naar Giessen toen zijn vader daar hoogleraar werd. Johann Jacob schreef zich op 31 maart 1702 (gregoriaanse kalender) in als student geneeskunde aan de Universiteit van Giessen, waar hij op 22 juni 1719 (gregoriaanse kalender) promoveerde, tegelijk met zijn broers Philipp Eberhard en Friedrich Leopold. In Giessen schreef hij vanaf 1713 verschillende artikelen over botanie voor de Ephemerides van de vereniging Academia Caesarea Naturae Curiosorum. In 1719 kwam zijn omvangrijke Flora van Giessen uit, geïllustreerd met platen die hij zelf had getekend en gegraveerd.
In de flora behandelde hij naast de phanerogamen ook de cryptogamen. Niet alleen waren veel van de beschreven soorten nieuw voor de wetenschap maar hij hield zich ook, vooral bij de paddenstoelen, met de omgrenzing van de geslachten bezig, waarvan er later verschillende door Linnaeus werden overgenomen. Van de 200 soorten mossen die Dillenius opnam waren er tot dan toe 140 niet bekend; van de 160 soorten paddenstoelen waren er 90 nieuw. Na de publicatie van dit werk wijdde hij zich aan de geneeskunde omdat hij onvoldoende inkomsten verwachtte te krijgen uit een bestaan als plantkundige. In 1720 stierven zijn beide ouders.

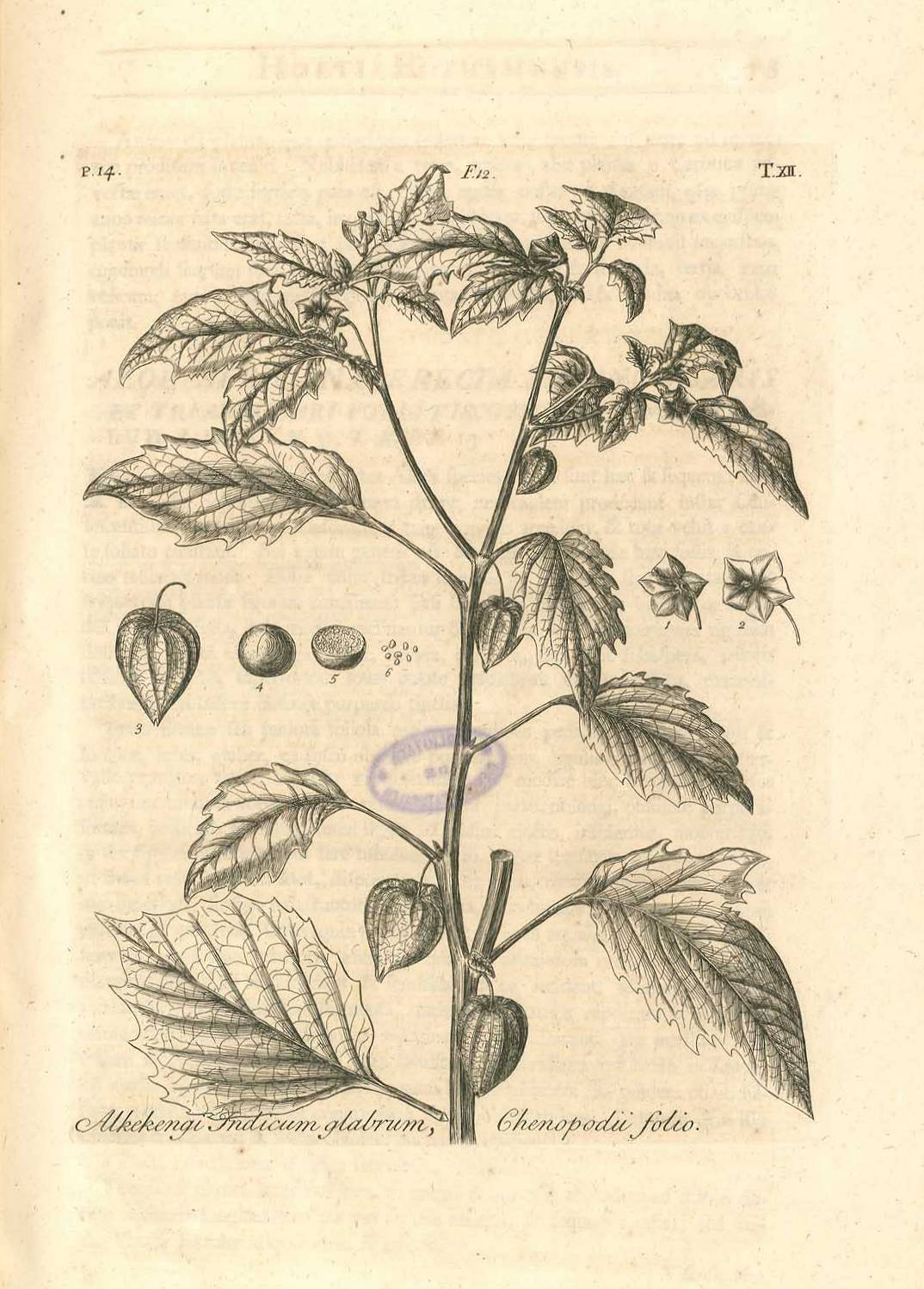
Alkekengi Indicum glabrum, Chenopodii folio, nu bekend als de Physalis angulata, plaat XII uit Hortus Elthamensis, (1732) getekend en gegraveerd door Dillenius zelf

In 1721 haalde William Sherard hem over met hem mee te gaan naar Engeland en daar met hem samen te werken aan het botanisch onderzoek en de publicatie van een vervolg op de Pinax van Gaspard Bauhin.
Dillenius kwam in augustus van dat jaar in Londen aan. Met Sherard maakte hij reizen door West-Engeland en Wales. In 1724 publiceerde hij een nieuwe editie van John Rays Synopsis Methodica Stirpium Britannicarum.
In 1732 volgde de uitgave van de Hortus Elthamensis, met beschrijvingen van de veelal bijzondere planten in de tuin van James Sherard (1666-1738), de broer van de inmiddels overleden William. De 324 platen in dit boek waren allemaal door Dillenius zelf getekend.
Aan deze catalogus had hij vier jaar gewerkt en hij was bijzonder ongelukkig over die periode, wegens de slechte betaling en het niet nakomen van afspraken door James. Dillenius zei in 1737 zelf dat hij de Pinax al klaar had kunnen hebben als hij die vier jaar daaraan had kunnen besteden. Dat werd nog duidelijker toen bleek dat hij na zijn aanstelling als hoogleraar nog maar drie maanden per jaar had om aan dat project te kunnen werken.
In 1734 werd hij de eerste "Sherardian Professor" in de door William Sherard gestichte leerstoel botanie. Linnaeus logeerde in 1736 een maand bij hem in Oxford en droeg in 1737 zijn Critica Botanica aan hem op. Linnaeus noemde later ook een geslacht van tropische bomen naar hem: Dillenia. In 1742 gaf hij Historia muscorum uit.
Opnieuw waren alle platen door hem zelf getekend en gegraveerd.
Dillenius stierf in Oxford, aan een beroerte. Zijn manuscripten, boeken en herbarium, met veel tekeningen, werden gekocht door zijn opvolger in de Sherardian Chair, Humphrey Sibthorp (1713-1797). Uiteindelijk kwamen ze in bezit van de Universiteit van Oxford.

## Werk

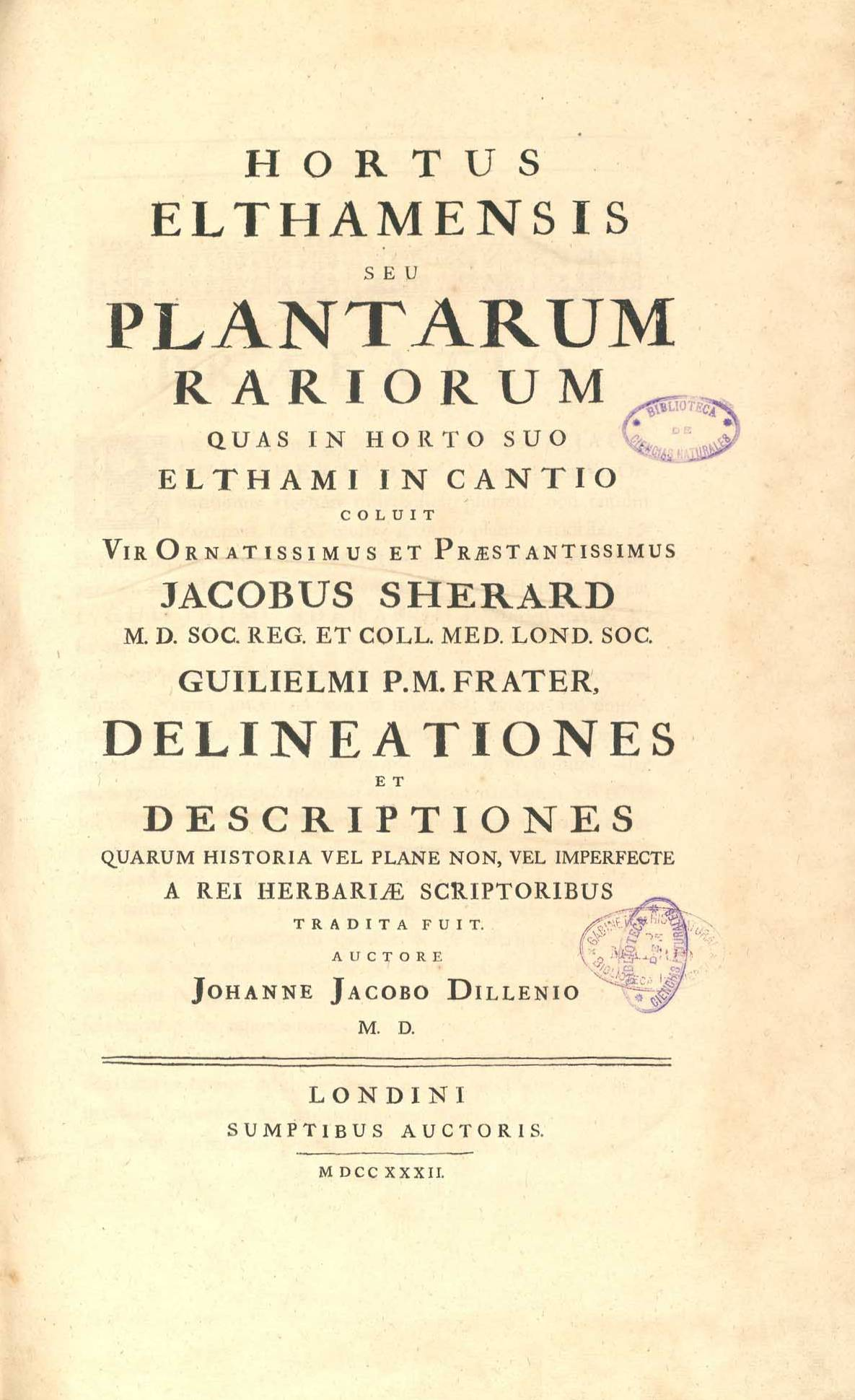
Titelpagina van Hortus Elthamensis

Dillenius liet een uitgebreide correspondentie na met Linnaeus en met Albrecht von Haller. Daarnaast zijn de volgende werken van zijn hand:
- 1719 Catalogus plantarum sponte circa Gissam nascentium Real Jardín Botánico Madrid.
- 1732 Hortus Elthamensis, seu Plantarum rariorum quas in horto suo Elthami in Cantio coluit Vir ornatissimus et Praestantissimus Jacobus Sherard (2 delen. met 324 Kopergravures). Deel 1 op Real Jardín Botánico Madrid, Deel 2 op Real Jardín Botánico Madrid.
- 1742 Historia muscorum in qua circiter sexcentae species veteres et novae ad sua genera relatae discribuntur et iconibus genuinis illustrantur (met 85 Kopergravures). Real Jardín Botánico Madrid

Werk dat hij voor anderen uitgaf:
- 1724 John Ray, Synopsis Stirpium Britannicarum, Editio tertia, samen met William Sherard bewerkt en uitgebreid.

## Eponiemie
Het geslacht Dillenia (nu in de familie Dilleniaceae) is door Linnaeus in 1737 naar hem vernoemd.
Daarnaast dragen ruim vijftig verschillende soorten een toenaam (epitheton) die naar hem verwijst. Enkele voorbeelden:
- Hymenocallis dillenii M.Roem. uit de Amaryllidaceae
- Bidens dilleniana Hill. uit de Asteraceae
- Desmodium dillenii Darl. uit de Fabaceae
- Malva dilleniana Eckl. & Zeyh. uit de Malvaceae
- Randia dilleniacea Baill. uit de Rubiaceae

De toenaam dilleniifolia (in Litsea, Meliosma, Banksia en Millingtonia) geeft aan dat de soort blad heeft als van een Dillenia en verwijst dus slechts indirect naar hem.
- Bibsys: 2013532
- Bibliothèque nationale de France: cb13326841r (data)
- Author citation (botany): Dill.
- Stuttgart Database of Scientific Illustrators 1450–1950: 2221
- Gemeinsame Normdatei: 11764157X
- International Standard Name Identifier: 0000 0001 2117 4104
- Library of Congress Control Number: n85388160
- Nationale Bibliotheek van Israël: 987007278741205171
- Nederlandse Thesaurus van Auteursnamen: 160759285
- Istituto Centrale per il Catalogo Unico: RMLV033239
- LIBRIS: 240371
- SNAC: w6fb5n02
- Système universitaire de documentation: 035645539
- Virtual International Authority File: 156009
- WorldCat: E39PBJyxcqcrKHb9brHPqtVt8C